# Dakolé
Dakolé est une localité du département de Dissin, dans la province d’Ioba (région du Sud-Ouest) au Burkina Faso. En 2006, cette localité comptait 1 225 habitants dont 49.7% de femmes.